# Luigi
Luigi (ja. ルイージ/Ruīji) je mlađi brat blizanac Super Maria i jedan od glavnih protagonista Mario franšize, te glavni protagonist svog mini-serijala. Uz Maria i Bowsera se pojavljuje u najviše igrica i može se vidjeti u mnogim televizijskim emisijama i stripovima. Luigi je nespretan, šašav i lagano strašljiv, jedan je od favorita među fanovima igrica. Luigija vole i mnogi likovi u igrama, te, kao što se vidi u Mario Kart Wii, ima romantičnu vezu s Daisy, isto kao što Mario ima vezu s Peach. Luigi ima malo manje zanimljivu priču o stvaranju od njegovog brata, ali ne znači da je imalo manje važan igricama, i ovaj visoki paesano zauvijek će ostati važan lik, toliko važan da je Nintendo 2013. prozvao Godinom Luigija (Year of Luigi) u počast njegovoj tridesetoj godišnjici.

## Pod sjenom brata
Luigija je stvorio dizajner videoigara, Shigeru Miyamoto. Odlučio ga je dodati u Mario Bros. igricu kad je vidio koliko je zabavna bila igra Joust zbog brzog i uzbudljivog načina igre s više igraća. Za Mariovo ime bio je inspiracija Mario Segale, poznato je da je za Luigijevo ime inspiracija bila pizzerija blizu Nintendo HQ zvana Mario & Luigi's. Ime mu je također slično japanskoj riječi 「類似」 (ruiji), što znači "sličan", što bi moglo objasniti zašto je u starijim igricama izgledao identično Mariju ali s drukčijim bojama. Tvrtke kao Atari Luigiju odmah su dali pažnju u mnogim reklamama. Luigi je uvijek imao par razlika u usporedbi s njegovim bratom. Uvijek je bio viši, mršaviji, imao je manje dlakave brkove, te je bio prepoznatljiv po zelenoj odjeći. Što se tiče njegovih načina igre, Luigi je brži i ima viši skok od Marija. Iako su ga neki igrači obožavali, Luigi je ostao u sjeni brata, jer je Mario uvijek bio glavni lik tijekom 1980-ih i ranih 1990-ih. No, brzo bi se sve promijenilo.

## Dolazak slave
Prva igra u kojoj je Luigi bio glavni protagonist bila je Mario is Missing. U ovoj igri Mario iznenada nestane, i Luigi krene u potragu za njime. Iako je ovo bila velika igra za Luigija, mnogim se igračima nije svidjela, i Luigi bi trebao čekati do 2000-ih da osvoji svijet kao njegov brat. 2001. godine Nintendo je proizveo svoju tada najnoviju konzolu, Nintendo GameCube, i prva igra koja je izašla uz GameCube bila je Luigi's Mansion. U ovoj igri Luigi osvoji svoju vlastitu kuću, ali kad ju posjeti, sazna da je puna duhova. Duhove mora usisati koristeći Poltergust 3000, izum ludog profesora E-Gada. Kralj duhova, King Boo, oponaša Bowsera i na kraju se Luigi s njim mora borati i spasiti Marija, tko je zarobljen iza slike. Za mnoge je ovo bila prva igra gdje je Luigi pokazao tko je i kakav je, i ovdje ga je još više ljudi počelo voljeti. Nintendo, kad su vidjeli koliko ljudi vole Luigija, dodali su ga skoro pa svakoj igri nakon, nekad ga je moguće kontrolirati, a nekad se samo pojavljuje u igrama da pomogne igraču ili za komične scene između nivoa. Nintendo je tijekom ovog vremena potvrdio da su Luigi i Daisy ljubavni par. Uz Marija se pojavio u Anime filmu i animiranim serijama kao lik kao deuteragonist i komično olakšanje u nekim scenama.
Nije samo bio sam u igricama, u igrama kao New Super Mario Bros. i mnogim spin-off igrama se pridružio Mariju i bilo ga je moguće kontrolirati, i sačuvao je neke svoje značajke od starih igrica kao brzo trčanje i visoko skakanje. Neke druge igre koje je sam vodio bile su nastavak Luigi's Mansion; Luigi's Mansion: Dark Moon i New Super Luigi U, igre su nas dovele u doba Lugija.

## Year of Luigi
Year of Luigi bio je poseban događaj koji je započeo 2013. i završio 2014. koji je Nintendo organizirao kao proslava Lugijeve tridesete godišnjice od njegovog debitantskog nastupa u Mario Bros. Za proslavu je Nintendo napravio i prodao mnoge igrice, robu i sadržaj koji se mogao preuzeti sve o Luigiju. Igre koje su izašle tijekom ovog vremena bile su već prije spomenutae Luigi's Mansion 2: Dark Moon i New Super Luigi U, Mario & Luigi: Dream Team te Dr. Luigi. Poseban sadržaj pojavio se u Super Mario 3D World gdje je igraču bilo dopušteno igrati Luigijevu prvu igru, Mario Bros., ali se u njoj Mario nije pojavio, nego samo Luigi pod nadimkom "Luigi Bros.". Također se u igri NES Remix pojavila ekskluzivna igra "Super Luigi Bros.". Nintendo je također napravio par posebnih inačica 3DS-a sve na Luigijev lik. Što se tiče robe, Nintendo je napravio novčić na kojem piše "Year of Luigi" velikim tiskanim slovima, pribadaču s Luigijevim licem, plakat s Luigijem, soundtrack s glazbom iz navedenih igrica i još puno više. Year of Luigi bila je velika proslava kojom se mnogo Nintendo obožavatelja zabavilo zbog razne ekskluzivne robe i zabavnih igara.

## Nintendov službeni opis
| „                                                     | Mariov mlađi brat blizanac je super tip, ali nije baš hrabar—i stvarno se boji duhova! Ali, kao njegov veliki brat, sretan je pomoći svima onima u opasnosti. Odličan je skakač zbog njegovih dugačkih nogu, možda čak i još bolji od njegovog poznatijeg brata. | ” |
| — Službeni opis Luigija sa Super Mario web-stranice., | |   |

## Najvažnija pojavljivanja
Kao njegov brat, Luigi je bio zaposlen zadnjih tridesetak godina, i ovdje će se navesti samo najznačajnija pojavljivanja, ona u kojim se Luigi pokazao kao pravi heroj, možda čak i malo veći heroj od Marija:
- 1983. Mario Bros. (arkadne mašine, NES) - prvo pojavljivanje
- 1985. Super Mario Bros. (NES) - Najvažnija igra za franšizu
- 1992. Super Mario Kart (SNES) - Prva Go-kart igra
- 1992. Mario is Missing (SNES) - Prva igra u kojoj je glavni protagonist
- 1996. Super Mario RPG: Legend of The Seven Stars (SNES) - prvi RPG
- 1996. Super Mario 64 (N64) - prvi put u 3D-u, iako se Luigi nije pojavio, njegov nedostatak stvorio je jedan od najpoznatijih mitova u povijesti videoigara
- 1999. Mario Party (N64) - prva igra za tulume
- 2001. Luigi's Mansion (Gamecube) - Prva GameCube igra

- 2002. Mario Party 4 (Gamecube)
- 2003. Mario Kart: Double Dash (Gamecube)
- 2003. Mario Party 5 (Gamecube)
- 2003. Mario Golf: Toadstool Tour
- 2004. Mario Party 6 (Gamecube)
- 2004. Mario Power Tennis (Gamecube)
- 2006. Mario Party 7 (Gamecube)
- 2007. Super Mario Galaxy (Wii)
- 2008. Mario Kart Wii
- 2008. Mario Party 8 (Wii)
- 2011. Super Mario 3D Land (Nintendo 3DS)
- 2013. Super Mario 3D World (Nintendo Wii U)
- 2013. Luigi's Mansion: Dark Moon (Nintendo 3DS)
- 2015. Super Mario Maker (Nintendo Wii U, 3DS)
- 2017. Mario + Rabbids Kingdom Battle (Nintendo Switch)
- 2017. Super Mario Odyssey (Nintendo Switch)
- 2018. Super Smash Bros. Ultimate (Nintendo Switch)
- 2019. Super Mario Maker 2 (Nintendo Switch)
- 2019. Luigi's Mansion 3 (Nintendo Switch)